# Xaver Dentler
Xaver Dentler (* 5. Dezember 1814 in Arrisried; † 4. Mai 1905 in Kißlegg) war ein württembergischer Schultheiß und Landtagsabgeordneter.

## Leben und Werk
Xaver Dentler war von 1848 bis 1899 Schultheiß und Acciser in Sommersried im Oberamt Wangen. 1857 wurde er in einer Ersatzwahl für den ausgeschiedenen Albin Moser in den württembergischen Landtag gewählt, dem er ununterbrochen bis 1895 angehörte. Nachdem er 1895 aus Altersgründen nicht mehr kandidierte, wurde sein Neffe Max Dentler als sein Nachfolger gewählt. Als Abgeordneter erwarb sich Xaver Dentler besondere Verdienste um den Bau der Allgäubahn.

## Ehrungen
- Goldene Zivilverdienstmedaille
- 1877: Ehrenbürger der Stadt Wangen
- 1895: Ritterkreuz Zweiter Klasse des Friedrichs-Ordens[1]